# Grimms Märchen von lüsternen Pärchen
Grimms Märchen von lüsternen Pärchen ist ein deutscher Spielfilm des Regisseurs Rolf Thiele aus dem Jahr 1969 mit zahlreichen erotischen Szenen. Die Außenaufnahmen entstanden bei Salzburg, die Innenaufnahmen in den Bavaria-Studios München. In der Bundesrepublik Deutschland kam der Film das erste Mal am 29. August 1969 in die Kinos.

## Handlung
Durch den Streifen führen zwei tölpelhafte Handwerksburschen, die sich auf Wanderschaft befinden und unter anderem die Erlebnisse von Hans im Glück haben. Sie treffen aber auch auf Schneewittchen, das vorzugsweise nackt auf einem Felsen herumkraxelt, verfolgt von der bösen rothaarigen Königin, die sich ebenfalls gerne nackt gibt. Die nächste Station ist das verwunschene Schloss von Dornröschen. Dieses schlafende Mädchen kann durch einen Kuss nur vorläufig, im Übrigen aber nur durch einen Koitus endgültig aus seinem todähnlichen Schlummer erweckt werden. Weil sich aber die Handwerksburschen als impotent erweisen, irrt das arme Mädchen weiter durch den Märchenwald, Menschen ebenso wie Tiere anflehend, sie sollten ihr in dieser Hinsicht Beistand bzw. Beischlaf leisten.
Die dritte größere Geschichte ist die von Aschenputtel mit ihren giftigen Schwestern. Neben den tragenden Handlungsteilen ist der Film ausgeschmückt mit zahlreichen Elementen des Märchens wie Hexe, Wunderblume oder in Tiere verwandelte Königskinder.

## Kritik
„Ein unter der groben Hand Thieles total mißglückter Versuch, nach Motiven aus Grimms Märchen Sex- und Horror-Rummel zu parodieren. In Bild und Dialog voller ordinärer Anzüglichkeiten.“

„Rolf Thiele gelang es, die gängigsten deutschen Märchen in eine ermüdende und oft peinliche, weil vor allem geistlose Sexschau zu verwandeln, die psychologisch auf einiges schließen läßt. Nicht zu empfehlen.“